# Lycosa laeta
Lycosa laeta är en spindelart som beskrevs av Ludwig Carl Christian Koch 1877. Lycosa laeta ingår i släktet Lycosa och familjen vargspindlar. Inga underarter finns listade i Catalogue of Life.